# David McLean (acteur)
Pour les articles homonymes, voir David McLean (homonymie) et McLean.
David McLean (de son vrai nom, Eugene Joseph Huth), né le 19 mai 1922 à Akron, Ohio, et mort le 12 octobre 1995 à Culver City, Californie, est un acteur américain.

## Biographie
Dans les années 1960, il a incarné le Marlboro Man, icône publicitaire de la marque de cigarettes Marlboro, apparaissant dans de nombreuses publicités papier et télévisées.
Il a interprété de nombreux petits rôles dans des séries télévisées (GE True, Le Virginien, Bonanza, etc.) et a aussi joué dans quelques films comme L'Horrible Invasion (Kingdom of the Spiders) de John « Bud » Cardos en 1977.
McLean avait commencé à fumer à l'âge de 12 ans. En 1985, on lui a diagnostiqué de l'emphysème, et en 1993, une tumeur au poumon droit lui a été retirée. Malgré l'opération, le cancer a récidivé et a migré au cerveau et à la moelle épinière. Il est mort à 73 ans en 1995.
En 1996, sa veuve a intenté un procès à Philip Morris, l'accusant de la mort de son époux. Selon elle, McLean était incapable d'arrêter le tabac à cause de son addiction à la nicotine. La plainte affirmait que Mclean avait été obligé de fumer jusqu'à cinq paquets de cigarettes lors de prise de vues jusqu'à obtenir la meilleure pose pour les publicités, et qu'il recevait des cartouches de cigarettes Marlboro à son domicile comme cadeaux de Philip Morris.